# Relations entre le Canada et le Pakistan
Les relations entre le Canada et le Pakistan se réfèrent aux relations bilatérales entre le Canada et le Pakistan. Le Pakistan a un consulat à Toronto, Montréal et à Vancouver et le Canada a un consulat à Lahore et à Karachi. Les deux nations sont reconnues sur la scène internationale pour leurs contributions importantes au maintien de la paix des Nations unies (ONU).

## Histoire
Les relations diplomatiques entre le Canada et le Pakistan sont établies en 1947.

## Relations commerciales
En 2020, le Pakistan était la 36e destination du Canada pour les exportations de marchandises. La même année, les échanges commerciaux entre les deux pays ont atteint 1,11 milliard de dollars, soit 669 millions de dollars en exportations canadiennes vers le Pakistan, et 438 millions de dollars en importations du Pakistan au Canada. Il existe des débouchés pour les entreprises canadiennes dans les secteurs de l’éducation, des technologies de l’information et des communications, des technologies propres, de l’énergie, du pétrole et du gaz, de l’agroalimentaire et du bois.